# Fryeburg
Fryeburg è un comune degli Stati Uniti d'America, situato nello Stato del Maine, nella contea di Oxford.